# La Bastide-sur-l'Hers
 La Bastide-sur-l'Hers  là một xã ở tỉnh Ariège, thuộc vùng Occitanie ở phía tây nam nước Pháp.